# Museu de Matemàtiques de Catalunya

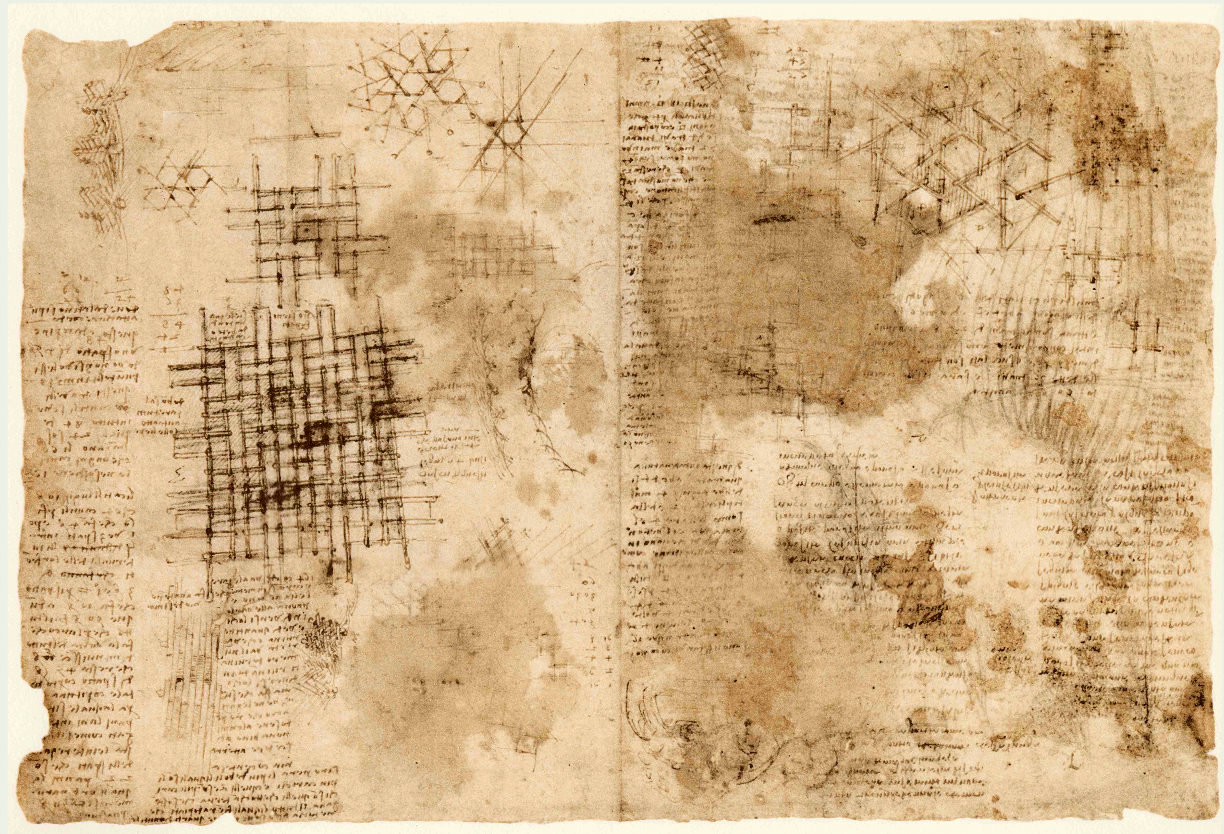
foli 899 del Codex Atlanticus

El Museu de Matemàtiques de Catalunya (MMACA) té una exposició permanent al Palau Mercader, de Cornellà de Llobregat. L'exposició està situada a la segona planta d'aquest palau, en un espai d'uns 300 m² on s'ofereix als visitants una sèrie de mòduls i aparells interactius que permeten a través de la manipulació, mostrar aspectes sorprenents, lúdics i aplicats de les matemàtiques.

## Associació MMACA
El MMACA va néixer oficialment el 2008 com a associació per promoure i crear un museu de matemàtiques a Catalunya amb les finalitats de promoure i crear un Museu de Matemàtiques a Catalunya, divulgar i estimular una imatge social positiva de les matemàtiques i donar suport als centres educatius. L'associació MMACA està formada principalment per professors de matemàtiques de tot el territori del principat. Té el suport, entre d'altres, del Departament d'ensenyament, la Societat Catalana de Matemàtiques i la Federació d'Entitats per a l'Ensenyament de les Matemàtiques de Catalunya. L'associació MMACA, és una entitat sense ànim lucre reconeguda d'utilitat pública.
El MMACA forma part, junt amb el Mathematikum de Giessen (2002, Alemanya) i el MoMath de Nova York (2012, Estats Units d'Amèrica) dels primers museus interactius del món dedicats exclusivament a les matemàtiques.

## Exposició del Palau Mercader de Cornellà
L'oferta museística del MMACA està formada per més de 100 mòduls en contínua renovació que toquen múltiples temàtiques: geometria plana i de 3 dimensions, jocs i puzles, estadística i probabilitats, fractals, aritmètica i nombres, il·lusions òptiques i art. La majoria d'ells estan dissenyats i creats pels mateixos associats amb fusta, miralls i materials senzills.
Les diferents sales de l'exposició de Cornellà, reben el nom de matemàtics, divulgadors o pedagogs (Eratòstenes, Pere Puig Adam, Emma Castelnuovo, Martin Gardner, George Pólya, Lluís Santaló i Maria Montesori). El lema que presideix el MMACA és "Prohibit NO tocar" amb el que s'anima als visitants a jugar i experimentar amb els materials exposats.
A més de la visita, al parc de Can Mercader, també es realitza, amb reserva prèvia, el taller familiar "Les cúpules de Leonardo". En aquest taller es construeixen col·laborativament diferents estructures en forma de cúpula de 4 a 5 metres de diàmetre. Aquestes estructures fan servir un sol model de peça de fusta amb 4 osques que permet l'encaix i el suport mutu. La construcció de les diferents cúpules és una activitat lúdica on es posen a prova les capacitats espacials i geomètriques dels participants.